# LoveWave
LoveWave (srp. Talas ljubavi) pesma je jermenske pevačice Ivete Mukučjan. Tekst je napisala Iveta uz pomoć Stefani Kručfild. Iveta je ovom pesmom predstavljala Jermeniju na Pesmi Evrovizije 2016; zauzela je sedmo mesto u finalu, osvojivši 249 poena.

## Pesma Evrovizije 2016.
Dana 13. oktobra 2015. nacionalni emiter Jermenije (Armenia 1) najavio je da će Iveta biti predstavnik Jermenije na Evroviziji 2016. u Stokholmu. Istog dana, najavili su takmičenje za tekstopisce širom sveta. Dana 31. decembra 2015. zvanični Jutjub kanal Pesme Evrovizije objavio je video u kome je Mukučjan rekla: „Poslate su nam pesme iz Kanade, SAD, Švedske, Jermenije, Nemačke — skoro svugde. Bilo ih je previše pa je bilo jako teško izabrati samo jednu. Hvala puno svim kompozitorima i producentima.”
Dana 19. februara 2016. objavljeni su naziv pesme i datum objavljivanja. Dana 2. marta 2015. pesma je premijerno emitovana na nacionalnom TV kanalu „Armenia 1”, a nakon toga objavljena na zvaničnom Jutjub kanalu pesme Evrovizije. Dana 30. marta singl je takođe objavljen na Ajtjunsu. Zvanični remiks pesme objavljen je 4. maja 2016.
Muzički video za pesmu snimljen je posebno u Nemačkoj i Jermeniji i uz Ivetu Mukučjan takođe se pojavljuje švedski model Ben Dahlhaus. Dana 19. februara 2016. objavljen je trejler u trajanju od 18 sekundi. Zvanični video s tekstom pjesme objavljen je na Ivetinom Jutjub kanalu 25. marta.
Iveta se u samom takmičenju takmičila u prvom polufinalu koje je održano 10. maja 2016. pod rednim brojem 7. Prošla je u finale kao drugoplasirana sa 243 poena. U finalu je nastupila poslednja pod rednim brojem 26 nakon Ujedinjenog Kraljevstva. U finalu je zauzela 7. mesto osvojivši 249 poena.